# Сирена (филм из 1904)
Сирена (фр. La Sirène) француски је црно-бели неми фантастични хорор филм из 1904. године, редитеља Жоржа Мелијеса, који уједно тумачи и једну од главних улога. Непозната улога тумачи лик насловне сирене. Филм се налази под редним бројем 593—595 у каталогу Мелијесове издавачке куће Star Film Company.
Мелијес је у овом четвороминутном филму користио бројне специјалне ефекте и пиротехнику. Критичар Вилијам Б. Парил сматра је филм послужио као инспирација Василију Гончарову за Водену нимфу (1910).

## Радња
Мађионичар улази на позорницу и почиње да изводи трикове. У почетку извлачи зечеве из шешира, као и рибице које смешта у акваријум. Након тога призива сирену, коју претвара у жену.

## Улоге
- Жорж Мелијес као мађионичар
- Непозната глумица као сирена